# 八木拓海
八木 拓海（やぎ たくみ、1996年11月22日 - ）は、日本の俳優、モデル。Breath所属。

## 略歴
茨城県出身。茨城県立土浦第一高等学校（普通科）、北海道大学卒業。
大学在学中にはアナウンススクールに通ったが、俳優の道を志し上京。2020年、「24 JAPAN」にて本格デビュー。

## 人物
- 趣味は読書、芸術鑑賞、料理。
- 特技は野球、バドミントン、スノーボード、陸上、ピアノ。

## 出演

### テレビドラマ
- 今日から俺は!!（2018年、日本テレビ）
- 3年A組-今から皆さんは、人質です-（2019年、日本テレビ）
- 24 JAPAN（2020年10月9日 - 、テレビ朝日）- 木元広海 役
- 君と世界が終わる日に（2021年1月17日 - 、日本テレビ、Hulu） - 葛島俊 役[1]
- ガリレオ 禁断の魔術（2022年9月17日 - 、フジテレビ）
- ニューヨーク恋愛市場の 「続きがみたくなる 恋愛ドラマのプロローグ王」（2022年、ABEMA）
- ショジョ恋。（2023年、FOD、フジテレビ）- 佐伯 役
- ドラマW ゴールデンカムイ -北海道刺青囚人争奪編- 第1話・第5話（2024年10月6日・11月3日、WOWOW） - 二階堂浩平/洋平（ボディダブル）、用心棒 役

### 映画
- 私の卒業・若手発掘プロジェクト第3期＜あしたのわたしへ（2022年　高石明彦・北川瞳監督）
- 彼女たちの話（2022年　野本梢監督） - 十河統 役
- 消せない記憶（2022年　園田新監督） - 記憶代理人 役
- 一月の声に歓びを刻め（2024年　三島有紀子監督） - 拓人 役
- ゴールデンカムイ（2024年、久保茂昭監督） - 二階堂浩平/洋平（ボディダブル） 役

### 舞台
- 『死んだあとにあげる花束よりも、生きているあなたに花束を。』(2021年、TOKYO笹塚ボーイズ[2]）主演　太郎 役　川上一輝 演出
- 『Unknown』文化庁AFF採択公演　(2021年）主演　近藤椿役　小池樹里杏 演出
- 『テムとゴミの声』　(2024年）　近藤昴役　小池樹里杏 演出

### モデル
- 衣装デザイナー緒方晋 企画「10QA100」(5/100)-Instagram
- カメラマン野﨑慧嗣「COLA FLOAT」-Negative Pop[3]